# Сергєєв Петро Григорович
Петро Григорович Сергєєв (05.09.1928, Умань — 05.06.2015) — український радянський архітектор. Автор десятків споруд у Кременчуці та Горішніх Плавнях (колишньому Комсомольську).
На його честь названа вулиця в Кременчуці.

## Дитинство
Народився в Умані. Батько Григорій працював муляром. Мати Євдокія — вчителька. Петро був одним з 5 дітей у сім'ї. Голодомор 1932—1933 років забрав життя матері ти одного з братів. Удома не було що їсти, тому старші сестри відвели його до дитячого будинку № 1 в Умані. Відтоді сім'ї він ніколи не бачив.
Після нападу Німеччини та Радянський Союз юнак втік із дитячого будинку, верштався з безпритульними по всій Україні під час війни. 1944 року юнака відправили до станиці Новомихайлівська (пізніше Октябрська) Краснодарського краю. У колгоспі «Зернова фабрика Кавказу» Петро працював помічником у кузні. Коли Умань залишили німецькі війська, Петро повернувся на батьківщину, працював ковалем у с. Піковець під Уманню. Після закінчення Київського художньо-ремісничого училища працював над відновленням київського Пасажу. З 1951 по 1955 рік служив в армії в м. Омськ. Завдяки гарному почерку допомагав вести документацію в льотному училищі.

## Одруження
Після повернення з війська одружився. 1956 року молода пара поїхала в Кустанайську область на цілину. Там за складну операцію з ліквідації аварії в сушильній печі при високих температурах Петра Сергєєва нагородили медаллю «За освоєння цілинних земель».
Після повернення до України в сім'ї народилися син Сергій (1961 р. н.) і Тетяна (1966 р. н.).

## Освіта
1949 року закінчив Київське художньо-ремісниче училище № 16, отримавши атестат майстра декоративно-штукатурних робіт. Наступного року вступив до Харківського індустріального технікуму.
Навчався в Київському державному художньому інституті (1960—1966).

## Діяльність
Після закінчення Київського художнього інституту спеціаліста за розподілом мали відправити в Білу Церкву чи Кременчук на вибір. Петро Сергєєв обрав Кременчук. Родина отримала своє житло й архітектор розпочав працювати. За десятки років Петро Сергєєв став фахівцем, відповідальним за забудову всього міста, хоча від посади головного архітектора міста відмовився. Виконував проєкти забудов цілих кварталів, кафе, аптек, магазинів, парків, житлових будівель, оформлював їдальні, кімнати відпочинку, благоустрій територій на багатьох підприємствах міста та навчальних закладах; крім того, виконував розписи, вітражі, відливав барельєфи в Кременчуці і Горішніх Плавнях.

## Об'єкти
Серед об'єктів, які реалізував архітектор Петро Сергєєв у Кременчуці:
- Кременчуцький краєзнавчий музей;
- Планування та будівництво кременчуцьких кварталів 134 (центр) та 101 (Водоканал). Житлові будинки по вулиці Київській. 4-поверховий дім на вул. Маслова. Вбудовані їдальні, аптеки, магазини.

- Будівля національного університету ім. М. Остроградського.
- Фасад та вітраж будівлі «Укртелекому» на вул. Соборній.
- Будівля готелю «Кремінь». Назва готелю також придумана архітектором.

- Пологовий будинок (перинатальний центр) на вулиці Майора Борищака (кол. Цюрупи).
- Комплекс лікарні відновного лікування («Водолікарня»). Відзначений грамотою та премією Держбуду УРСР.

- Художня композиція «Буратіно та черепаха» (скульптор Ю. Мельников).
- Виконання рельєфу порталу ПК «Нафтохімік». Автори: М. Анісімов, Г. Арістов. Проєкт був поданий на здобуття Шевченківської премії без участі П. Сергєєва.

Не реалізовані
- Будинок художників (проєкт затверджено, але не реалізовано)

Менші проєкти: реконструкція магазину «Джинси», масажного кабінету на Молодіжному, магазину «Одяг» на Республіканській, торговельного центру «Лукас» та «Дитячий світ», міні-магазину на вулиці Шевченка з надбудовою 2-го поверху, адміністративно-розважального комплексу на вулиці Майора Борищака (кол. Цюрупи).
У м. Горішні Плавні (тодішній Комсомольськ) здійснено проєкти:
- Центральний мікрорайон № 4;
- Благоустрій Гірничого технікуму зі встановленням скульптури шахтаря (скульптор Ю. Мельников);
- Облаштування паркової зони Міського озера;

## Галерея

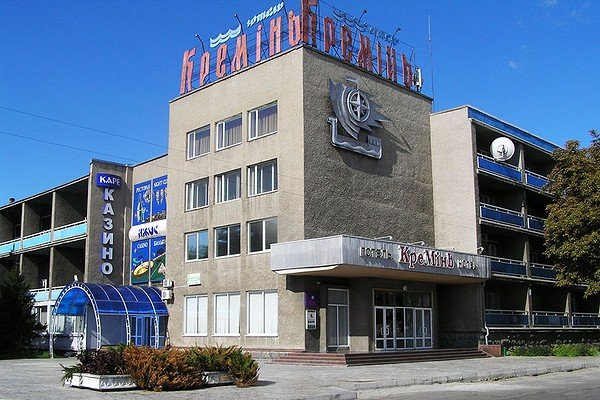
Готель «Кремінь»
Кременчуцький краєзнавчий музей
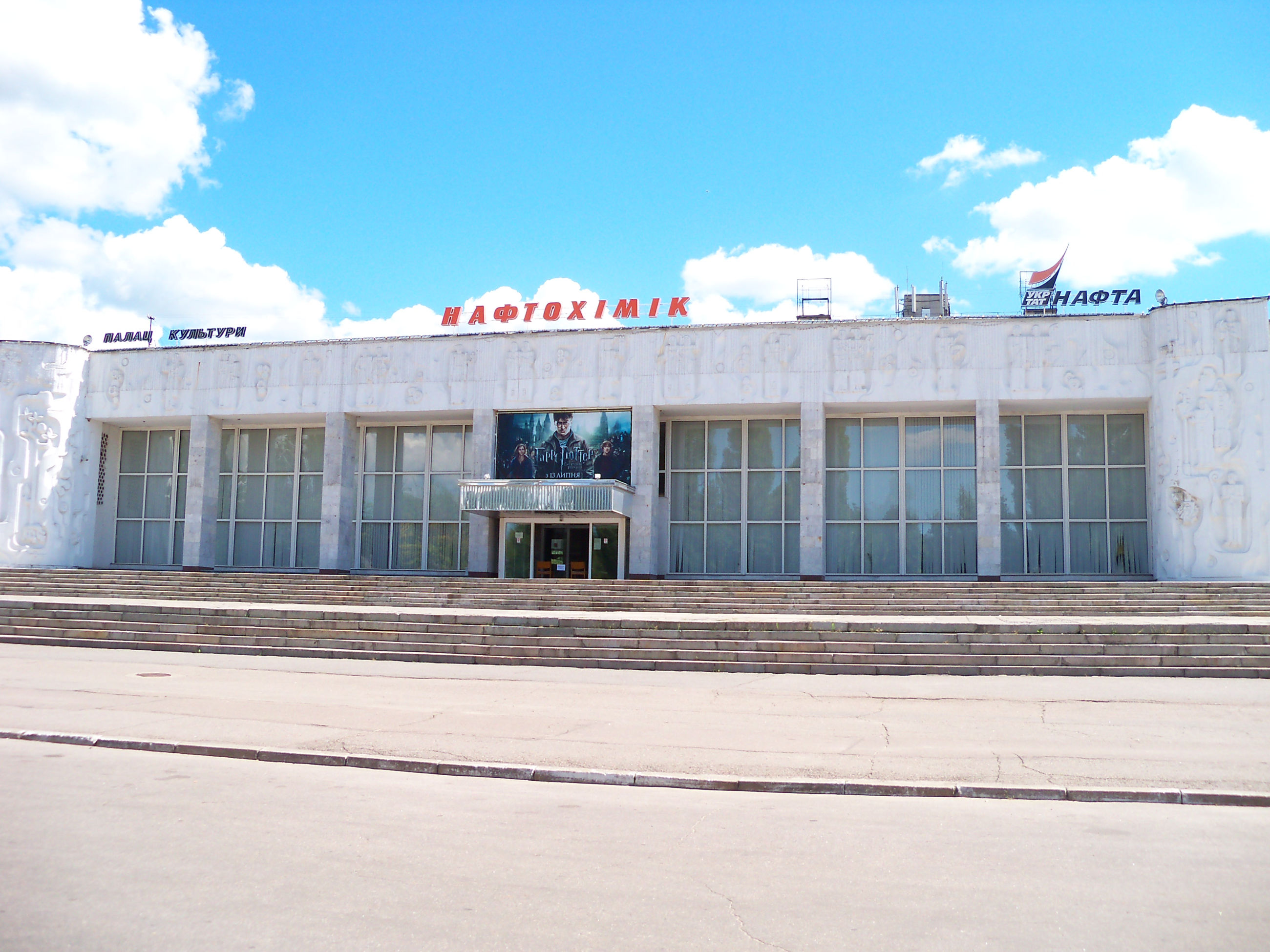
Палац культури «Нафтохімік»
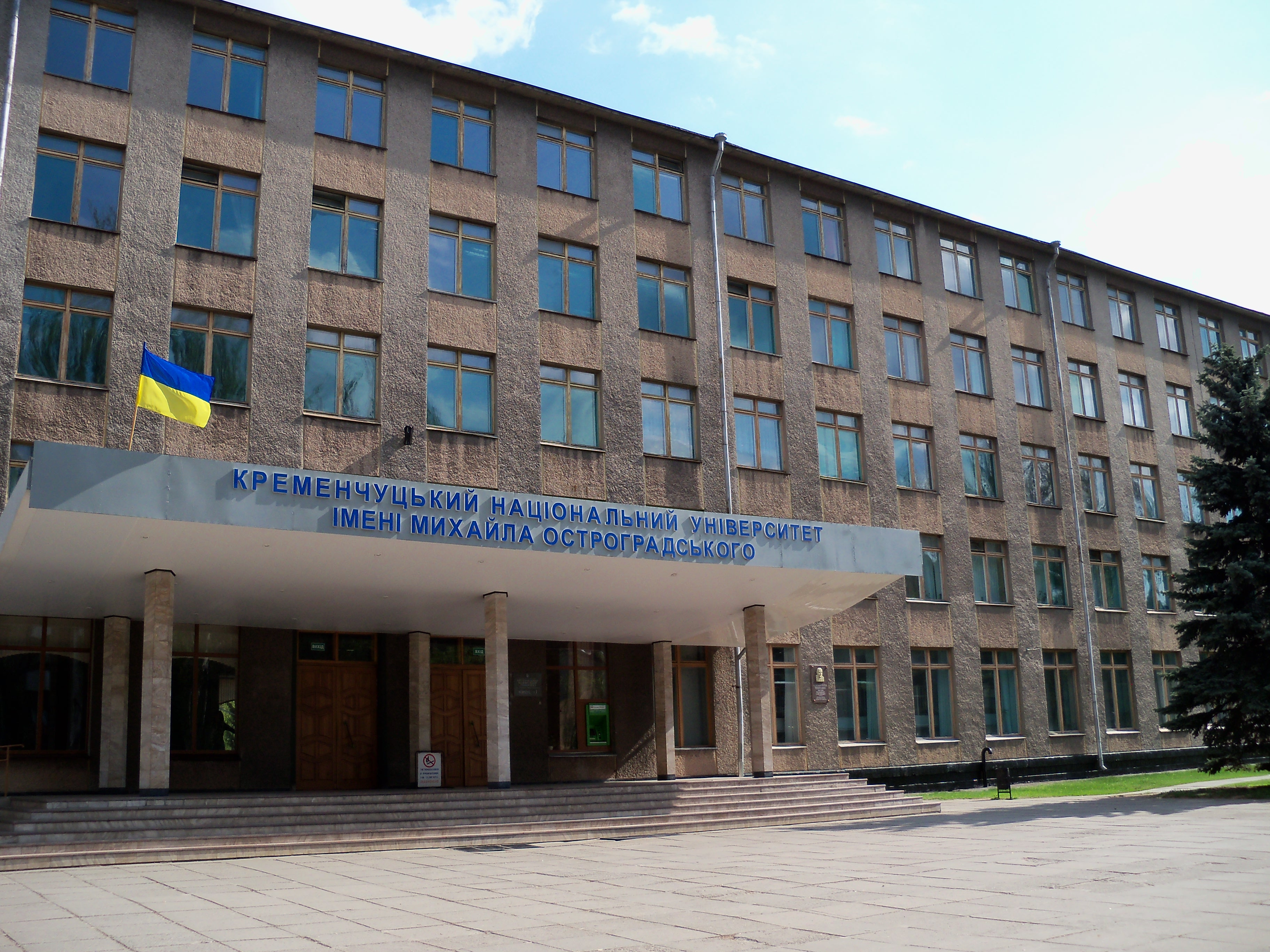
Кременчуцький національний університет